# Casamarciano
Casamarciano är en ort och kommun i storstadsregionen Neapel, innan 2015 provinsen Neapel, i regionen Kampanien i Italien. Kommunen hade 3 277 invånare (2017).